# Tetiana Bilenko
Tetiana Bilenko (en ukrainien : Тетяна Георгіївна Біленко), née Sorotchynska (Сорочинська)) le 23 novembre 1983 à Kharkiv, est une pongiste ukrainienne.

## Carrière
En 2015 elle reçoit la médaille de bronze par équipe au championnat d'Europe, avec Hanna Haponova et Margaryta Pesotska. Tetiana a participé aux Jeux olympiques d'été de 2008, Jeux olympiques d'été de 2012 et aux Jeux olympiques d'été de 2016.